# Памятник Благодарности Красной армии (Щецин)
Памятник Благодарности (пол. Pomnik Wdzięczności dla Armii Radzieckiej) — бывший мемориальный памятник в польском городе Щецин.

## История
Памятник был открыт 26 апреля 1950 года к пятой годовщине штурма Штеттина Красной армией.
Памятник имел форму обелиска из железобетонных и песчаниковых плит (высотой около 17 м), на котором были прикреплены скульптуры сверхъестественного размера, держащие руки рабочего и солдата. До июля 1992 года обелиск был увенчан бетонной пятиконечной звездой. Поскольку звезда, возвышающаяся над городом, рассматривалась некоторыми политическими силами как символ советского господства, она была демонтирована по просьбе городских советников. Стороны обелиска были украшены гербами городов Померании с датами их освобождения Красной Армией при участии подразделений Польской Народной Армии.
Расположение памятника и фрагмент его названия о благодарности вызывали много споров, время от времени появлялись предложения по его демонтажу или реконструкции. Изначально памятник хотели перенести с главной площади на Центральное кладбище или на Новое кладбище по ул. Броновицка, поместив орла на вершину обелиска, превратив памятник в Памятник прорывов, разместив на его основании звезду (некогда короновавшую памятник), что будет символизировать падение идеи коммунизма.
У памятника периодически появлялись цветы и свечи от частных лиц, что также было видно на фотографиях в пресс-релизах. Цветы и свечи также появились на пустом месте сразу после демонтажа памятника.

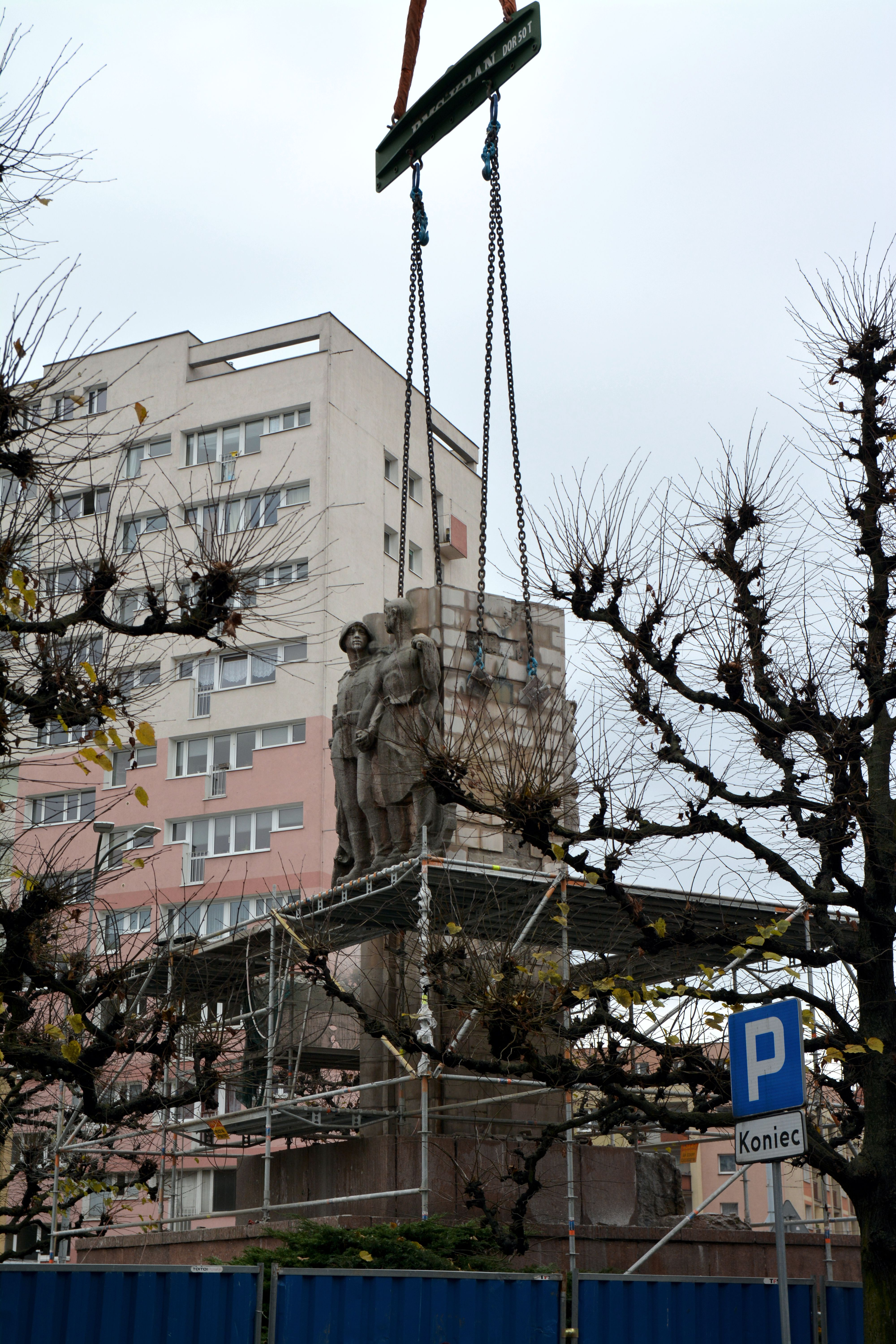
Демонтаж памятника

По решению городского совета Щецина 15 ноября 2017 года начался демонтаж памятника. Основная часть памятника была снята 18 ноября 2017 года. Барельеф будет закреплен, а затем перенесен на Центральное кладбище в Щецине, которое было одобрено провинциальным консерватором памятников.